# 氷の上の対決
氷の上の対決（Hockey Schtick）は、2008年2月2日に発表されたトムとジェリーテイルズの作品である。

## ストーリー
トムとジェリーは庭に水を撒いてスケートリンクを造り、トムはアイスホッケー・ジェリーはフィギュアスケートをそれぞれする。
やがて両者は喧嘩を始めるが・最後はジェリーにやられ、トムはアイスホッケーのゴールまで飛ばされた。

## 登場キャラクター
トム
天然スケートリンク上でアイスホッケーをしジェリーと真っ向勝負するが、最後はジェリーに叩きのめされてアイスホッケーゴールへ飛ばされてしまった。
ジェリー
天然スケートリンク上でフィギュアスケートをしトムと真っ向勝負。当初は劣勢だったがやがてトムを叩きのめし、最後はトムをアイスホッケーゴールまで飛ばした。